# Leo Meisl
Leo Meisl (10. září 1901 Plzeň – 18. listopadu 1944 Terezín) byl český architekt meziválečného období hlásící se k německé a židovské národnosti.

## Život
Narodil se v Sedláčkově ulici č. 33 v Plzni do rodiny Karla Israele Meisla (1868–1938) a jeho manželky Rosy Meislové, rozené Voglové (1873–1943). Měl starší sestry Martu a Hedviku a mladší sourozence Irmu a Franze.
Po absolvování německé státní reálky, studoval v letech 1919–1925 architekturu na Deutsche Technische Hochschule v Praze u prof. A. Riebera a R. Kühna. Poté působil v Plzni a západních Čechách jako samostatný architekt. V letech 1931–1936 byl členem Sdružení západočeských výtvarných umělců. 24. dubna 1939 se oženil s Františkou Bradovou (* 1909). 21. ledna 1943 odešel z Plzně a skrýval se v Praze. Byl však zatčen a transportován do Terezína, kde i zahynul. V Osvětimi zahynula jeho matka Rosa a sestra Irma, provdaná Krausová (1903–1944).

## Stavby a návrh
- obchodní a činžovní dům v Kollárově ulici č. 3, Plzeň (1931–1932)[2]
- Vila Jiřího Freunda (Plzeň) v Žižkově ulici č. 29 (1932)
- rodinná vila A. Vaňkové a A. Dobnera v ulici Růženy Svobodové č. 6, Plzeň (1933–1934)
- úprava vily firmy Eisner a Levit v Republikánské ulici č. 2, Plzeň (1933–1934)
- obchodní a obytný dům Josefa Špalka st. v ulici Na Belánce č. 1, Plzeň (1934–1935)
- návrh urbanistického řešení plzeňského výstaviště, Radčická č. 2 (1937)
- činžovní dům Lea Maisla v ulici Na Belánce č. 6, Plzeň (1936–1938)
- rodinná vila J. Kokošky na Nepomucké tř.10, Plzeň (1937–1939)
- budova Okresního soudu a finančního úřadu v Kralovicích